# 玛尼沙·柯伊拉拉

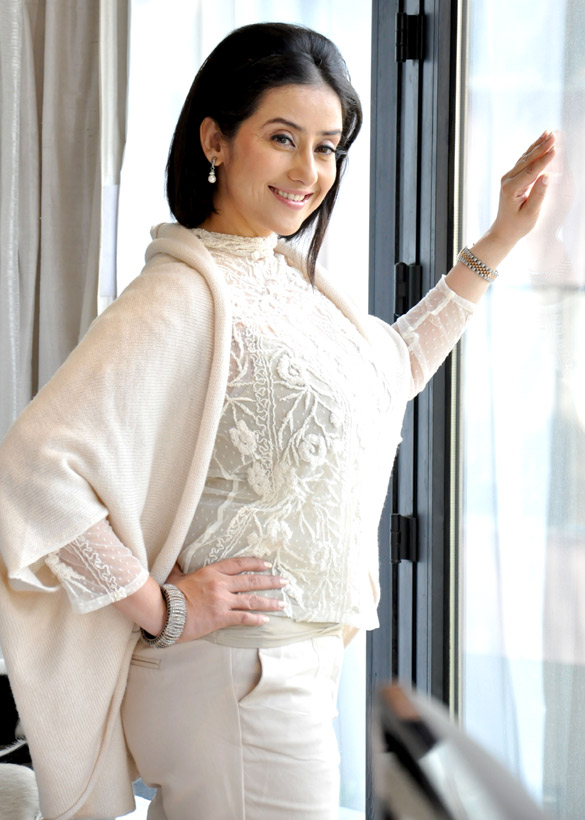
玛尼沙·柯伊拉拉

玛尼沙·柯伊拉拉（1970年8月16日—）是一位尼泊尔女演员，她主要參與拍攝印地语以及泰米尔语的印度电影 。她贏得過包括三项印度電影觀眾獎在內的多個獎項。